# Dave Hebner
David Hebner (Richmond, Virginia, Estados Unidos, 17 de mayo de 1949-17 de junio de 2022) fue una figura de autoridad de lucha libre profesional estadounidense, promotor, agente de caminos y árbitro. Fue hermano gemelo del también árbitro de lucha libre estadounidense Earl Hebner.

## Carrera
Debutó como árbitro profesional de lucha libre a fines de la década de 1970 en el área de Richmond, Virginia. En la década de 1980 comenzó a trabajar para la Federación de lucha del mundo , donde arbitró muchos partidos históricos como el salvaje de Randy contra Ricky Steamboat en WrestleMania III y salvaje de Randy contra Hulk Hogan en WrestleMania V. Quizás su aparición más memorable se produjo en el episodio del 5 de febrero de 1988 de The Main Event, cuando fue asignado a arbitrar un combate para el Campeonato Mundial de Peso Pesado WWF entre Hulk Hogan y André the Giant. André derrotó a Hogan después del gemelo de Hebner el hermano Earl había cambiado de lugar cuando Ted DiBiase había encerrado a Dave en un armario. Earl Hebner contó rápidamente hasta tres cuando André cubrió a Hogan, a pesar de que Hogan claramente tenía el hombro en alto. El partido y el Campeonato WWF fueron otorgados a André como resultado. Ambos Hebners recibieron un bono de $ 2,500 por el partido.
Antes de WrestleMania IV, WWF intentó extender la historia del árbitro "gemelo malvado" a través de un " informe de investigación " de kayfabe publicado en la publicación insignia de las promociones, WWF Magazine. El artículo utilizó una historia de fondo ficticia para generar simpatía por Dave al afirmar que fue víctima constante de las fechorías de Earl cometidas en nombre de Dave desde su infancia. En una entrevista de 2001 con WWF Raw Magazine, Dave Hebner dijo que el ángulo pronto se cayó después de haber sufrido costillas rotas cuando Earl lo pateó (como parte de las secuelas del partido Hogan-Andre durante el evento Principal) Como resultado, la historia cambió para que Earl se aclarara, y él era el árbitro cuando Randy Savage ganó la final del torneo en WrestleMania IV contra Ted DiBiase para el Campeonato WWF.
Después de retirarse como árbitro luego de una cirugía de reemplazo de rodilla , se convirtió en agente de ruta . Trabajó como agente de carreteras hasta julio de 2005, cuando fue liberado del contrato.
Después de ser lanzado, ¡Hebner debutó en Total Nonstop Action Wrestling en el episodio del 17 de diciembre de 2005 de TNA Impact! , apareciendo en el escenario durante un partido entre Team 3D y The Diamonds in the Rough .
Desde 2012, fue el gerente de The Lumberjacks de MMWA Wrestling.

## Fallecimiento
Falleció en la madrugada del 17 de junio de 2022, en su domicilio, tras varios años de luchar contra la Enfermedad de Parkinson.

## Premios y logros
- Ground Xero Wrestling
  - GXW Hall of Fame (Class of 2016)[4]